# Adamidi Frashëri
Gaqo Adhamidhi Frashëri bej vagy Georges Adamidis (Görice, 1859 – 1939) albán orvos és politikus a 20. század elején. Fia, Paul Adamidi Frashëri (1904–1987) emigrációban élő albán műgyűjtő, diplomata.

## Élete
Adamidi az Oszmán Birodalomban, Korça településen született (ma Albánia). Az ortodox közösség nagy részéhez hasonlóan emigrált, Egyiptomban telepedett le, ahol orvosnak tanult. A szintén egyiptomi albán orvos-politikus Mihal Turtulli közeli barátja lett.
Adamidi 1892 és 1914 között Egyiptom és Szudán utolsó Muhammad Ali-dinasztiabeli kedivéje, II. Abbász egyiptomi alkirály személyi orvosa lett. 1914-ben, a Qemali-kormány feloszlása után hazatért, és a március 18-án felesküdött Përmeti-kabinet (az Albán Fejedelemség első kormánya) pénzügyminisztere lett (1914. május 20-áig). Az első világháború kitörésekor Svájcba menekült, a Lausannei Egyetemmel összefüggésben. Több évet töltött Svájcban, az „Albán Nemzeti Tanács”, az albán diaszpóra egy genfi politikai társasága elnöke lett. Ő képviselte Albániát a Nemzetek Szövetségében is.

## Személyként
Általános vélekedés szerint az albán nemzeti felkelés prominens aktivistája, Andon Zako Çajupi költő Klubi i Selanikut (’Szaloniki Klub’) című komédiájában róla mintázta „Dr. Adhamutit”. Ennek az oka személyes bosszú volt, ugyanis a költő társkeresése rosszul sült el, amiért Adamidit okolta. A komédiában Dr. Adhamuti groteszk, fukar, ignoráns, oszmánbarát áldoktorként van lefestve.

## Fordítás
- Ez a szócikk részben vagy egészben  a   George Adamidi bey Frashëri című angol Wikipédia-szócikk ezen változatának fordításán alapul.  Az eredeti cikk szerkesztőit annak laptörténete sorolja fel. Ez a jelzés csupán a megfogalmazás eredetét és a szerzői jogokat jelzi, nem szolgál a cikkben szereplő információk forrásmegjelöléseként.